# 真木温泉
真木温泉（まきおんせん）は、山梨県大月市（旧甲斐国）にある温泉。

## 泉質
- 単純硫黄冷鉱泉
  - 源泉温度　15.1℃

## 温泉地
相模川水系の河川である笹子川の上流、真木川沿いに一軒宿の「真木温泉」が存在。全室に露天風呂が備え付けられている。

## アクセス
JR中央本線大月駅より車で15分。中央自動車道 大月ICから国道20号経由で5分。